# 汪涵
汪 涵（おう かん、1974年4月7日 - ）は、中国の司会者、作家。江蘇省蘇州市呉中区出身。湖南大衆伝媒職業技術学院卒業。欧漢声、銭楓、金恩聖、兪灝明、田源、矢野浩二等が出演する『天天向上』司会陣。

## 来歴・人物

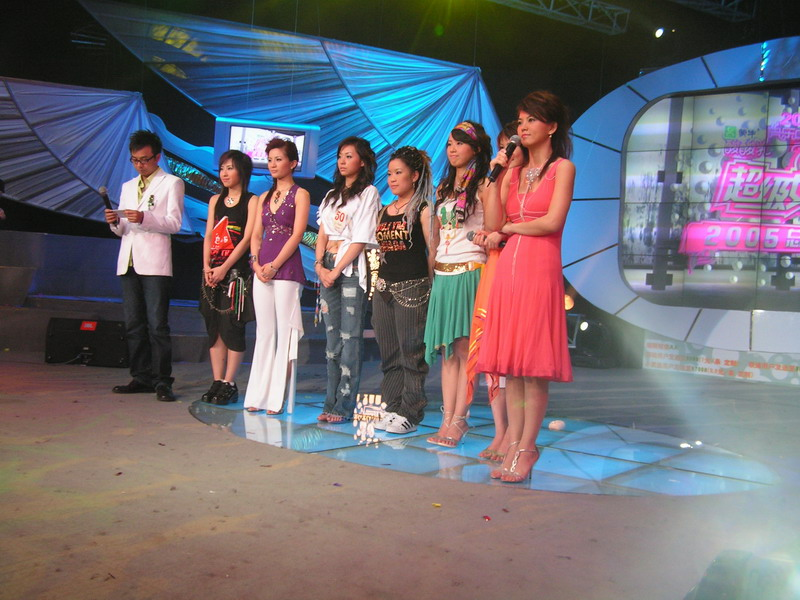
スタジオ風景（右が司会の李湘、左が汪涵）

- 1974年、江蘇省蘇州市呉中区に生まれる。湖南大衆伝媒職業技術学院卒業。
- 2009年11月4日、湖南省電視芸術家協会第四回代表大会開催、協会副主席当選。
- 2010年、電視節目司会30年年度風雲人物得賞[1]。
- 2011年12月、第十回湖南省政協委員当選。
- 2013年3月、『天天向上』製片人に就任した[2]。
- 2015年12月2日、湖南省博物館理事会第一回会議開催、湖南省博物館第一回理事会理事に就任した[3]。
- 2015年12月6日、中国民主促進会第十三回中央委員会第四期全体会議、中央委員当選[4]。
- 2019年9月19日、湖南省監察委員会特約監察員に就任[5]。

## 著書
- (中国語) 『有味』. 広西: 広西師範大学出版社. (2010年). ISBN 9787563393664

## 家族
子：汪十安（2014年11月19日生）